# 前进街道 (长春市)
前进街道，是中华人民共和国吉林省长春市朝阳区下辖的一个街道办事处。

## 历史
前进街道原为孟家街道，1992年原孟家屯火车站更名为长春南站，孟家街道于1998年8月更名为南站街道，2010年7月20日更名为前进街道。

## 行政区划
前进街道下辖以下地区：
东田社区、孟家社区、东光社区、晨光社区、湖光社区、宇光社区、华宇社区和前进社区。